# Харчові дослідження
Харчові дослідження (англ. Food Studies) — це критичні дослідження про їжу та її зв'язок з історією, мистецтвом, наукою, суспільством тощо. Харчові дослідження визначаються як соціально-гуманітарні науки, орієнтовані на їжу, її виробництво, споживання та естетичні цінності. У цій галузі задіяні філософи, історики, мистецтвознавці, соціологи, культурні антропологи та психологи.
Ця сфера є міждисциплінарною, поєднує в собі такі наукові науки, як харчова антропологія, соціологія харчування, економіка добробуту, антропологія почуттів або філософія їжі з науково-популярними знаннями, що спричиняє труднощі в чіткому її визначенні, але робить її надзвичайно цікавою. Британський журналіст Пол Леві писав: «Дослідження продовольства ще в зародковому стані, тому було б дурно намагатися його визначити чи обмежити будь-яким способом, тому що тема, дисципліна чи метод, які ми сьогодні виключаємо, можуть бути завтра ідеальними».

## Проблематика досліджень
Ця наука зазвичай використовує якісні дослідження, а питання, які вона ставить, стосуються впливу їжі на навколишнє середовище, етичних вимірів їжі, харчових традицій, де говориться, що щось є харчовою традицією, а не лише харчовими звичками чи тим, що визначає що люди їдять як певна група. Також проводяться дослідження взаємозв'язку між їжею та місцем, внаслідок чого у 1990-х роках з'явилося поняття «foodcape», що полягає у картографуванні їжі.
Порушення цієї дослідницької проблематики було природним результатом загальної зацікавленості громадськості до питань, що виникають внаслідок появи нових харчових технологій протягом останнього століття, від хімічних добрив до ГМО. Суб'єкти досліджень підходять до цих питань, розуміючи їх науковий, філософський, економічний чи етичний аспекти.

## Інституції та періодика
Частина дослідників цієї тенденції зосереджені довкола Асоціації з вивчення харчових продуктів та суспільства [Архівовано 13 червня 2020 у Wayback Machine.]. Ця група організовує щорічну конференцію (спільно з Товариством Сільського господарства, продовольства та людських цінностей); Публікує міждисциплінарний журнал Food, Culture and Society [Архівовано 21 лютого 2020 у Wayback Machine.] (укр. «Їжа, культура тасуспільство») та контактує електронною поштою з більш ніж тисячами членів для обговорення тем, пов'язаних з харчовими продуктами. ASFS веде перелік установ, які присвоюють наукові ступені в галузі харчових продуктів.
З 2007 року Лондонський університет пропонує ступінь магістра з харчової антропології.
Університет королеви Маргарет в Единбурзі пропонує ступінь магістра з гастрономії. Студенти поглиблюють там свої знання про їжу, харчування, дієту та здоров'я. Дослідження стосуються не лише поглиблення знань про їжу, але й її антропологічного, політичного чи екологічного контексту.
Food & History — це багатомовний (французький, англійський, німецький та іспанський) журнал, що виходить з 2003 року в рамках щорічної конференції Європейського інституту історії харчових продуктів та культур (фр. IEHCA), що базується в Тур (пов'язана з Université François Rabelais).
У Польщі університет SWPS пропонує аспірантуру з харчових досліджень. Навчання призначене для людей, які цікавляться предметом кулінарії та асоціюють свою професійну кар'єру з гастрономією, туризмом, кулінарними засобами масової інформації та галузями життєвого стилю, а також тим, хто хотів би доповнити попередню освіту знаннями, пов'язаними з приготуванням їжі в різних аспектах. Метою дослідження є розширення теоретичних знань про кулінарію як важливий і невід'ємний елемент культури. Мета досліджень — ознайомити студентів з останніми тенденціями в харчуванні, їх ринковим та соціальним потенціалом, а також показати роль їжі в джерелах культури, рекламі чи ЗМІ; представляючи кулінарну спадщину та продовольчі товари як засоби, що застосовуються в дипломатії та туризмі.

## Продовольча освіта
Гастрономічна галузь швидко розширюється, з'являються нові ресторани та заклади швидкого харчування, які мають короткостроковий та довгостроковий економічний вплив. Багато людей стоять за розвитком успіху; в гастрономії за це відповідають як офіціанти, кухарі, працівники фермерських господарств, прибиральниці в ресторанах, так і постачальники продуктів харчування. Проблема полягає в тому, що більшість вищезазначених працівників заробляють мінімальні суми за всі свої зусилля в цій роботі. Вони частково несуть відповідальність за погані умови своєї роботи, наприклад, антисанітарні кухні, на яких готується їжа, що може погано вплинути на здоров'я людей, які їдять їжу.
Існує багато програм, які дають громадськості усвідомлення важливості ролі дієти, наприклад, кампанія «Шкільне молоко», що проводиться в польських початкових школах.